# Bothropolys obliquus
Bothropolys obliquus är en mångfotingart som beskrevs av Masatoshi Takakuwa 1939. Bothropolys obliquus ingår i släktet Bothropolys och familjen stenkrypare. Inga underarter finns listade i Catalogue of Life.